# Semerenkî, Mirhorod
Semerenkî (în ucraineană Семеренки) este un sat în comuna Savînți din raionul Mirhorod, regiunea Poltava, Ucraina.

## Demografie
Componența lingvistică a localității Semerenkî
     Ucraineană (92,26%)
     Rusă (7,74%)
Conform recensământului din 2001, majoritatea populației localității Semerenkî era vorbitoare de ucraineană (92,26%), existând în minoritate și vorbitori de rusă (7,74%).